# 18 Wheels of Steel
18 Wheels of Steel er en computerspilsserie, udgivet af ValuSoft, og produceret af SCS Software. Serien består på nuværende tidspunkt af 7 spil: Across America, Pedal to the Metal, Convoy, Haulin, American Long Haul, Extreme Trucker og Extreme Trucker 2.
Spillene handler i sin enkelthed om at levere fragt i en lastbil fra én nordamerikansk by til en anden.